# Vytautas Mikalauskas (Musiker)
Vytautas Mikalauskas (* 20. Oktober 1930 in Panevėžys; † 23. April 2004 in Vilnius) war ein litauischer Komponist und Pianist.

## Leben
Mikalauskas absolvierte zweimal das Diplomstudium am Lietuvos konservatorija: 1954 die Klavierklasse bei Stasys Vainiūnas und 1973 Komposition bei Eduardas Balsys. Von 1954 bis 1973 lehrte er in der Musikschule Panevėžys, von 1961 bis 1965 war Direktor. Von 1972 bis 1973 lehrte er in der Musikschule Biržai, von 1973 bis 2000 in Karoliniškės (bis 1993: 5. Kindermusikschule Vilnius) als Lehrer, ab 1995 als Oberlehrer. Er hatte Konzerte als Solist und mit Ensembles. Er komponierte 300 Werke.
Nach ihm wurde die Kunstschule Panevėžys genannt.